# アンドラス

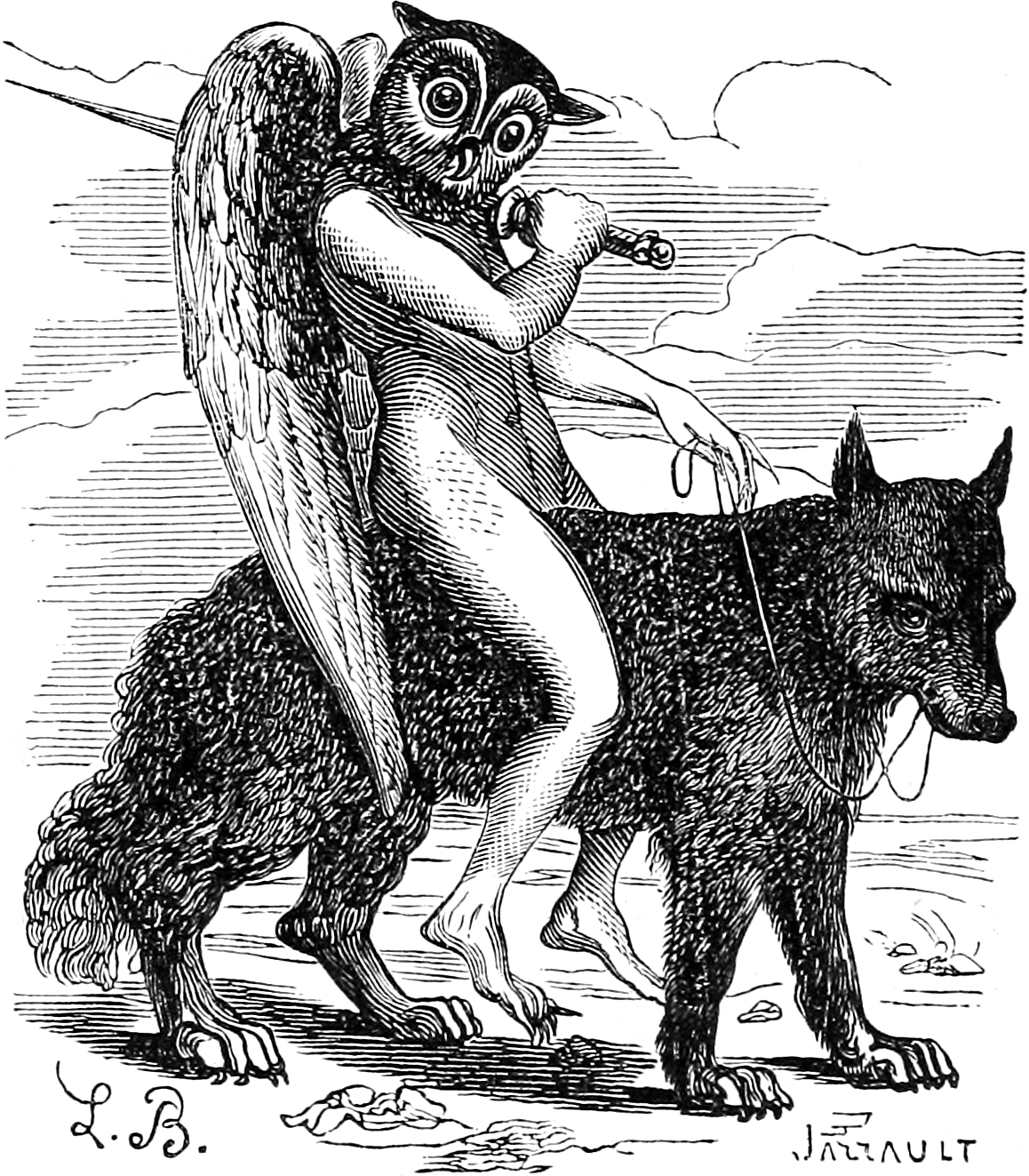
『地獄の辞典』の挿絵におけるアンドラスの姿

アンドラス(Andras)は、悪魔学における悪魔の一人。

## 概説
『ゴエティア』によると、30の軍団を指揮する序列63番の大侯爵。
天使の身体に黒い鳥の頭を持った姿で現れる。頭については、『ゴエティア』および『悪魔の偽王国』はゴイサギ、コラン・ド・プランシーはフクロウ、フレッド・ゲティングズはカラスとそれぞれ述べている。手には鋭い剣を携え、黒い狼にまたがっている。
アンドラスは召喚者を仲間ともども皆殺しにしようとするため、注意しなければならないという。一方、召喚者に敵を皆殺しにする方法を教えるという説もある。能力としては、不和をもたらす力を有している。